# Juana Wangsa Putri
Pour les articles homonymes, voir Putri.
Juana Wangsa Putri (née le 3 février 1977) est une pratiquante de taekwondo indonésienne, qui concourt dans la catégorie poids mouche féminin. Elle remporte une médaille d'argent en −51 kg aux championnats d'Asie 2002 à Amman, en Jordanie, ainsi que la médaille de bronze sur deux Jeux asiatiques consécutifs (1998 et 2002) et représente de l’Indonésie à deux éditions des Jeux olympiques (2000 et 2004). 

## Biographie
Putri devient la première athlète indonésienne sélectionnée pour la première édition du taekwondo aux Jeux olympiques d’été de 2000 à Sydney, où elle concoure dans la catégorie poids mouche féminin (−49 kg). Elle se directement qualifie pour les quarts de finale avec un laissez-passer au premier tour, mais s'incline 2 à 7 contre le Danoise Hanne Høgh Poulsen,. 
Lorsque la Corée du Sud accueille les Jeux asiatiques de 2002 à Busan, Putri obtient la seule médaille de bronze de l'Indonésie dans ce sport, après avoir été battue par la Thaïlandaise Yaowapa Boorapolchai en demi-finale de la division féminine des −51 kg. Elle ajoute cette distinction à sa médaille de bronze des Jeux asiatiques de 1998 et sa une médaille d’argent des Championnats d’Asie quelques mois plus tôt. 
Aux Jeux olympiques d’été d’Athènes de 2004, Putri se qualifie pour la deuxième fois dans la catégorie poids mouche féminin (−49 kg). Elle devance la Vénézuélienne Dalia Contreras en finale pour remporter une médaille d’or et obtenir une place dans l’équipe indonésienne au Tournoi mondial de qualification olympique à Paris, en France,. Putri ne réussit pas à améliorer son exploit olympique de Sydney, après sa défaite face à la Colombienne Gladys Mora (en) à la suite d'une décision de l'arbitre lors de son match d'ouverture qui se solde par un match nul 2-2. Son adversaire colombienne ayant perdu son quarts de finale face à la Taïwanaise Chen Shih-hsin, qui sera médaillée d'or, Putri ne peut se qualifier pour les repêchage pour la médaille de bronze. 

## Vie privée
Après la fin de sa carrière, elle reprend ses études en secrétariat et obtient en 2006 une bourse d'études de l'État indonésien. Elle publie sa biographie - accompagnée de conseil en taekwondo pour les jeunes athlètes - en 2009 sous le titre Tendangan Pamungkas Sang Ap-Bal Hurigi Indonesia.

## Palmarès
| Date | Compétition                        | Lieu              | Place   | Catégorie |
| ---- | ---------------------------------- | ----------------- | ------- | --------- |
| 1998 | Championnats d'Asie                | Hô-Chi-Minh-Ville | 3e      | -47 kg    |
| 1998 | Jeux asiatiques                    | Bangkok           | 3e      | -47 kg    |
| 1999 | Championnats du monde              | Edmonton          | Qualif. | -51 kg    |
| 1999 | Tournoi de qualification olympique | Poreč             | 3e      | -49 kg    |
| 2000 | Jeux olympiques                    | Sydney            | Qualif. | -49 kg    |
| 2002 | Championnats d'Asie                | Amman             | 2e      | -51 kg    |
| 2002 | Jeux asiatiques                    | Pusan             | 3e      | -51 kg    |
| 2003 | Tournoi de qualification olympique | Paris             | 1re     | -49 kg    |
| 2004 | Jeux olympiques                    | Athènes           | Qualif. | -49 kg    |
| 2006 | Championnats d'Asie                | Bangkok           | Qualif. | -51 kg    |
| 2006 | Jeux asiatiques                    | Doha              | Qualif. | -47 kg    |